# Lost in Traplanta
Lost in Traplanta, sous-titré À la poursuite du rap perdu, est une web-série franco-belge créée et réalisée par Mathieu Rochet. Produite par Arte, elle est diffusée sur le site de la chaîne à partir de fin 2019.

## Synopsis
À Atlanta, Larry, un Français, veut séduire Destiny. Celle-ci déclare qu'elle ne succombera que s'il réussit à convaincre le groupe OutKast de se reformer, alors qu'ils n'ont pas sorti d'album depuis plus de dix ans. Larry explore alors la ville à la recherche d'André 3000 et Big Boi, qui sont supposés encore vivre à Atlanta, dont ils sont originaires. Durant son enquête, il prend la mesure de l'importance de la musique dans cette ville, notamment la trap mais aussi les fanfares. Il découvre aussi diverses facettes de la société et de la culture de cette ville.

## Fiche technique
- Création et réalisation : Mathieu Rochet
- Musique : Kyo Itachi
- Montage : Alexandre Donot
- Photographie : Emile Darves-Blanc
- Production : Sara Brücker
- Sociétés de production : Arte France, Resistance Films, Temps Noir, en coproduction avec la RTBF, avec le soutien de la Sacem et de la région Auvergne-Rhône-Alpes
- Pays d'origine :  France /  Belgique
- Langues originales : anglais et français
- Durée : 10 épisodes, d'environ 7 minutes chacun[2]
- Date de première diffusion : 11 novembre 2019 (Arte.tv)

## Distribution
- Kody Kim : Larry
- Masta Ace : Rap God (littéralement « Dieu du rap ») / narrateur
- Zipporah Joel	: Destiny (épisodes 1 et 10)

Parmi les personnes réelles rencontrées par Larry :
- Bone Crusher, rappeur (épisode 4)
- Debra « Deb » Antney, manager, mère des rappeurs Waka Flocka Flame et Kayo Redd (épisode 4)
- John Roberts, batteur de Goodie Mob et de Justin Bieber, également directeur artistique de Stevie Wonder[3] (épisode 5)
- Tomi Martin, guitariste d'OutKast et de Janet Jackson (épisode 5)
- Cedric Mahaffey, dit « Ceddy The Jeweler », joailler d'Atlanta spécialisé dans le grillz sur-mesure
- Robert Hodo, pasteur, beau-père[N 1] d'André 3000 (épisode 7)
- Big Gipp (en), rappeur, membre du collectif Dungeon Family (en) et du groupe Goodie Mob (épisode 8)
- Dr. Dax, grapheur, membre du collectif Dungeon Family (épisode 8)
- Scotty ATL (en), rappeur (épisode 9)
- Ray Murray, dit « Yoda », producteur de hip-hop, membre du groupe Organized Noize (en) et du collectif Dungeon Family (épisode 9)
- Dominique Wilkins, basketteur, ancien joueur des Hawks d'Atlanta (épisode 10)
- DJ Toomp, producteur de hip-hop et DJ (épisode 10)

## Épisodes
1. Destiny
2. Headland & Delowe[N 2]
3. Les Pieds dans le trap
4. La Voix du Sud
5. Morris et sa fanfare[N 3]
6. Magic City[N 4]
7. Au nom du père
8. Le Donjon[N 5]
9. Stankonia[N 6]
10. Gucci Mane[N 7]

## Analyse
Mélange de documentaire et fiction, Lost in Traplanta explore la culture d'Atlanta à travers la musique, et notamment le groupe OutKast et la musique trap.
Selon Kody Kim, cette web-série est « un docufiction dans lequel on essaye de comprendre un petit peu l'influence d'Atlanta dans la musique d'aujourd’hui et dans la trap en particulier ». Il décrit par ailleurs son personnage comme « Borat à la sauce belge ».

## Accueil

### Accueil critique
Sur France Inter, Dorothée Barba parle d'« une web-série érudite et cocasse » et compare le personnage-enquêteur de Kody Kim à Monsieur Hulot, l'inspecteur Clouseau et Raphaël Mezrahi.
Dans Télérama, Chloé Fournier voit cette web-série comme « une déambulation lunaire et drôle dans les entrailles de la scène musicale rap d'Atlanta », qu'elle qualifie de « géniale ».
Dans Le Parisien, Marie Poussel évoque une « géniale série hybride », « qui se dévore sans modération », avec « une voix off hilarante, tout en second degré ». Elle voit Larry comme un « héros des temps modernes, aussi paumé qu'un Woody Allen égaré dans un film de Spike Lee » et estime que son interprète, Kody Kim, « s'impose par sa naïveté touchante ».

### Distinctions
- Festival de la fiction TV de La Rochelle 2019 : meilleure série web et digitale[6],[3],[2]
- Berlin WebFest 2019 : prix de la meilleure web-série documentaire[2],[7]
- Marseille WebFest 2019 : prix SACD de la meilleure série[2],[8]
- Seriencamp Festival 2019 (Munich) : prix web-série[2],[9]